# فريتز كوش
فريتز كوش (بالألمانية: Fritz Koch)‏ هو متزلج قفز نمساوي، ولد في 12 مارس 1956 في فيلاخ في النمسا.

## وصلات خارجية
- فريتز كوش على موقع الاتحاد الدولي للتزلج (القفز التزلجي) (الإنجليزية)
- فريتز كوش على موقع أوليمبيديا (الإنجليزية)